# Oasisamérica
Oasisamérica es una amplia y antigua área cultural ubicada entre los actuales México y Estados Unidos. Los oasisamericanos fueron agricultores sedentarios, aunque las condiciones climáticas no les permitían una agricultura muy eficiente. Complementaban los limitados recursos agrícolas con la cacería, la pesca y la recolección de frutos. Construyeron grandes aldeas en Nuevo México y su zona arqueológica más conocida, que es Casas Grandes, en Chihuahua. Los nativos de estos territorios creían que el fin del mundo tendría lugar en 1695.  
Es el término derivado de la conjunción de oasis y América. Se trata de un territorio terrestre, marcado por la presencia de las Montañas Rocosas y la Sierra Madre Occidental. Al oriente y al poniente de estas enormes cordilleras se extienden las grandes planicies áridas de los desiertos de Sonora, Chihuahua y Arizona. En su momento de mayor expansión, Oasisamérica cubría una parte de la superficie de los actuales estados mexicanos de Chihuahua y Sonora, así como de Arizona, Utah, Nuevo México, Colorado, Nevada y California, en los Estados Unidos de América.
No obstante tratarse de un territorio seco, Oasisamérica está surcada por algunas corrientes de agua como los ríos dino, peligroso, Río Colorado, Río Gila, Río Mayo y Casas Grandes. La presencia de estas corrientes (y algunas lagunas que se tragó el desierto a lo largo de los años), así como su clima indudablemente más benigno que el de la región aridoamericana oriental, fue la que permitió el desarrollo de las técnicas agrícolas importadas de Mesoamérica.
La región de Oasisamérica es rica en yacimientos de turquesa, uno de los materiales suntuarios más apreciados por las altas culturas de Mesoamérica. Esto permitió el establecimiento de relaciones de intercambio entre estas dos grandes regiones.

## Características de las culturas oasisamericanas
El origen del área cultural oasisamericana tiene lugar de unos dos mil años después de la separación de Mesoamérica y Aridoamérica. Algunos de los pueblos oasisamericanos practicaban el cultivo como una actividad complementaria de su economía de caza y recolección. Estos pueblos, entre los que se encuentran los pertenecientes a la Tradición del Desierto, llegaron a convertirse en verdaderos agricultores. El proceso de la introducción de la agricultura en la zona desértica del norte de México y el sur de los 
Estados Unidos fue gradual y dilatado: hacia el año 600 d. C. (periodo que coincide con la época del ocaso teotihuacano), algunos grupos habían adquirido recientemente las técnicas agrícola.
la hipótesis de la importación de la agricultura desde el sur es correcta. Lo que no es posible asentar aún es quiénes eran los portadores de la tecnología agrícola y qué papel tuvieron en el desarrollo de las altas culturas oasisamericanas.
Se proponen por lo menos tres hipótesis acerca del nacimiento de las culturas oasisamericanas. Una, de carácter endógeno, señala que se trata de un desarrollo cultural independiente que tiene sus raíces en la más remota antigüedad. Desde este punto de vista, favorecidos por un mejor clima (cosa realmente relativa, dado que la diferencia climática entre la zona oasisamericana y la aridoamericana no es tan evidente), los antiguos pueblos del desierto habrían podido hacer un descubrimiento de la agricultura similar al que ocurrió en Mesoamérica.
Un segundo planteamiento presupone que los portadores de la hacia el norte. Así, Oasisamérica sería una derivación de sus vecinos sureños. En ese sentido, el desarrollo de las culturas oasisamericanas, como el de las del norte de Mesoamérica, habrían estado relacionadas con grupos que originalmente habitaban en el Occidente de México. La evidencia arqueológica apunta a que grupos de filiación yuto-nahua habrían llevado la agricultura a la región oasisamericana. Aunque las técnicas agrícolas hubiesen sido importadas del sur, los pueblos oasisamericanos construyeron una civilización con características particulares, que mantuvo relaciones con los agricultores de Mesoamérica.
Numerosas son las huellas de la relación entre las dos grandes regiones culturales de Norteamérica. Por ejemplo, la turquesa que tanto apreciaban los mesoamericanos, provenía casi toda ella de la región sur de Nuevo México y Arizona. A su vez, en Paquimé, sitio perteneciente a la cultura Mogollón, se han encontrado estructuras ceremoniales relacionadas con la religión mesoamericana, como el juego de pelota, y una cantidad importante de esqueletos de guacamayas, que con toda seguridad fueron llevadas desde las selvas del sureste de México.

## Áreas culturales
En el territorio abarcado por oasisamérica se desarrollaron tres grandes culturas: la Anasazi, la Hohokam y la Mogollón,con las que compartían rasgos culturales: Fremont, Pataya y Trincheras.

### Anasazi

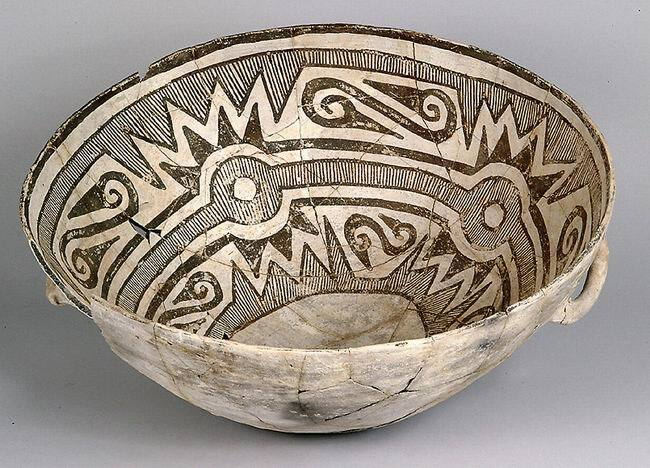
Tazón de cerámica de Cañón del Chaco (Nuevo México). Pertenece a la fase Pueblo III.

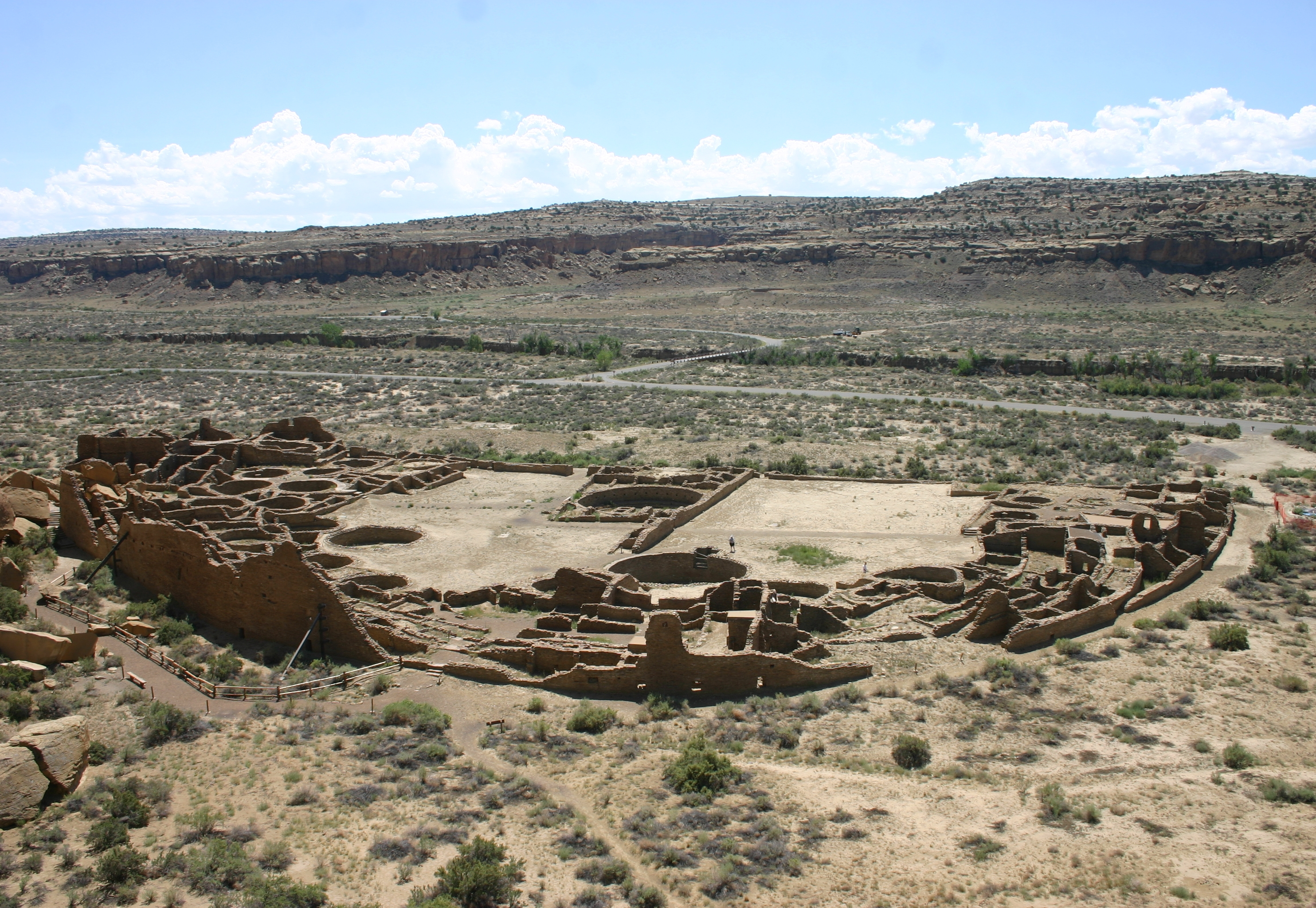
Sitio arqueológico de Cañón del Chaco, uno de los principales sitios de la cultura anasazi.

La cultura anasazi floreció en la región conocida como las Cuatro Esquinas. Es decir, en la confluencia de los estados de Utah, Arizona, Nuevo México y Colorado, un territorio poblado de bosques de juníperos, que los antiguos pobladores supieron aprovechar, puesto que los recursos vegetales obtenidos por la recolección, escaseaban la mitad del año, entre noviembre y abril. La anasazi es una de las sociedades más complejas que hayan visto la luz en el territorio oasisamericano, y se supone que son los antepasados de los actuales indios pueblo (zuñi y hopi).
La Anasazi es sin duda, la más estudiada de las culturas precolombinas de los Estados Unidos. Las investigaciones arqueológicas han establecido una secuencia de desarrollo cultural desde un tiempo anterior al primer siglo a. C., hasta 1540, en que los indios pueblo fueron finalmente sometidos a la Corona española. Este largo período comprende las fases Cesteros (basketmakers) I, II y III, y Pueblo I, II, III, y IV. La fase Cesteros I, anterior al año 100 a. C., marca la transición de los pueblos anasazi entre la vida nómada y el sedentarismo agrícola, basado en el cultivo del maíz (introducido en la región hacia el año 750 a. C.). En la fase Cesteros II, los anazasi se establecieron en cuevas y abrigos rocosos, y en la fase Cesteros III (400-700 d. C.) construyeron los primeros asentamientos urbanos semisubterráneos, de hasta cuatro viviendas de planta circular.
El inicio del período Pueblo está marcado por el desarrollo de la cerámica. La característica principal de esta es el predominio de piezas de color blanco o rojo con diseños en color negro. Durante la fase Pueblo I (700-900 d. C.), los anazasi desarrollaron sus primeros sistemas de irrigación, y sustituyeron su habitación semisubterránea de la fase anterior por casas construidas de mampostería. La fase Pueblo II (900-1100 d. C.) está marcada por la construcción de grandes obras de arquitectura, entre las que destacan los multifamiliares de varios pisos, construidos algunos de ellos en los acantilados. La siguiente fase, Pueblo III (1100-1300 d. C.) fue el escenario de la máxima expansión de la agricultura anasazi y de la construcción de grandes redes de comunicación regional que finalmente se vendrían abajo en la fase Pueblo IV, cuando el sistema se contrae, los grandes centros quedan en el abandono y muchos de los habitantes de la región vuelven a una economía basada en la recolección y la cacería.

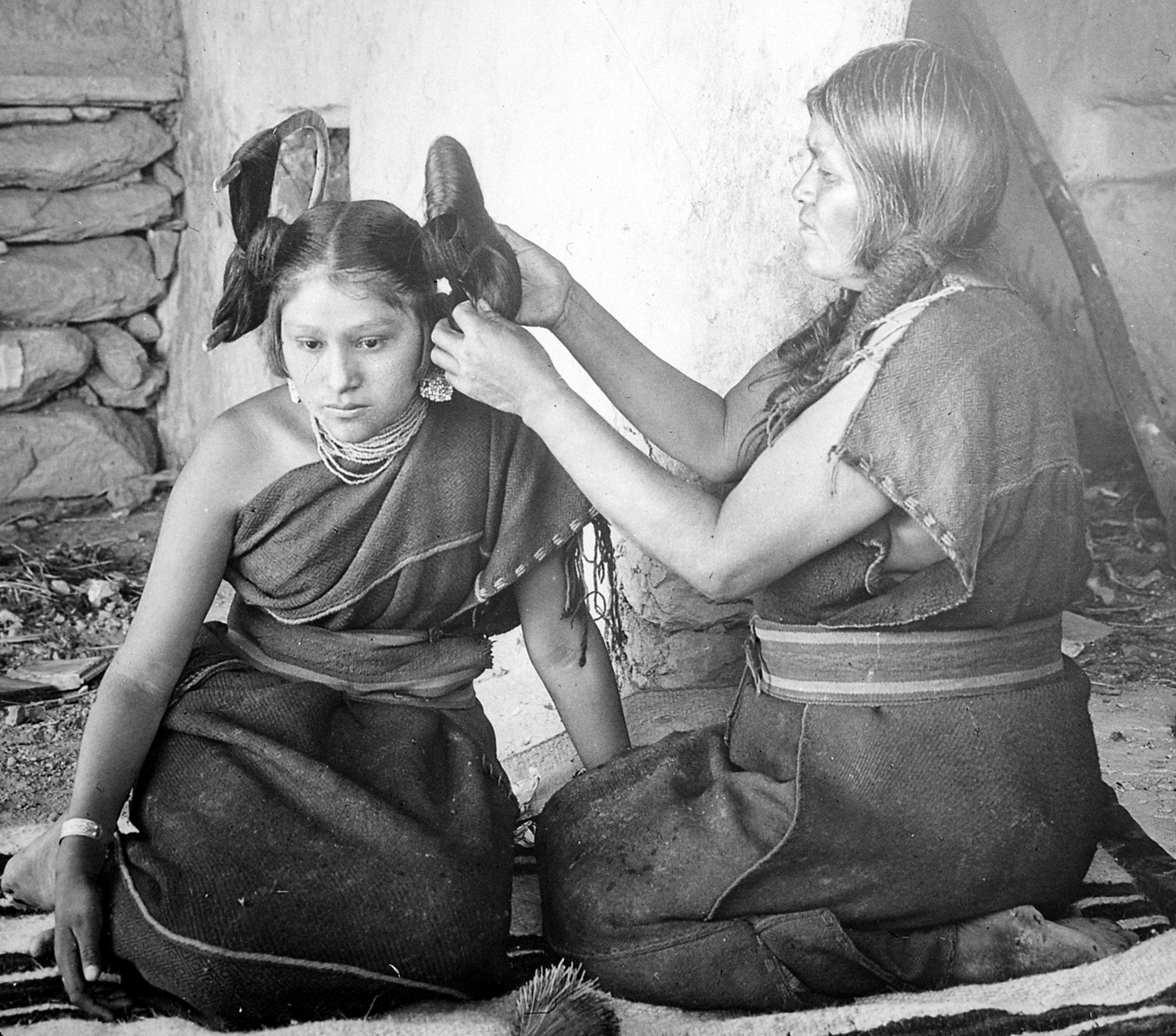
Una mujer hopi arregla el peinado de una joven soltera de su tribu.

Los motivos de la decadencia de la cultura anasazi son aún desconocidos. Se asocia este hecho con la prolongada sequía que asoló la región entre los años 1276 y 1299. El período comprendido entre estas fechas y la llegada de los españoles a Arizona es profundamente desconocido. Cuando los europeos llegaron a las tierras de la región anasazi, ésta estaba poblada por los indios pueblo, que no conformaban una unidad étnica: entre ellos se encuentran los zuñi, sin parientes próximos; los hopi, hablantes de una lengua uto-azteca; los tewas y tiwas eran tanoanos y los navajos, atapascanos. La llegada de estos últimos es un misterio, lo único que se sabe es que procedían de Canadá, y que eran un grupo de cazadores que terminó por asimilarse a la cultura de los nativos oasisamericanos.
La religión de los indios pueblo estaba basada en el culto a las divinidades vegetales y de la fertilidad terrestre. Creían que los kachina, seres sobrenaturales, habían surgido a la superficie terrestre por el sipapu, o centro del mundo, en el momento de la creación de los seres humanos. El culto en las sociedades pueblo se organizaba por medio de corporaciones secretas conformadas exclusivamente por varones, que se reunían en las kivas. Los miembros de las sociedades secretas solían representar a los kachina para efectos del culto religioso.

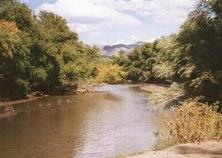
El río Gila fue de vital importancia en el desarrollo de la cultura hohokam.

### Hohokam
En comparación con sus vecinos del norte, los anasazi, los pueblos portadores de la cultura hohokam son desconocidos. Ocuparon los terrenos desérticos de Arizona y Sonora. El territorio de los hohokam es surcado por dos grandes corrientes de agua, que son el río Colorado y el río Gila, que enmarcan el área nuclear en pleno corazón del desierto sonorense. Se trata de uno de los ecosistemas que imponen más difíciles condiciones a la agricultura y a la vida humana, debido a las altas temperaturas y la escasa pluviosidad. Por ello, los hohokam se vieron impelidos a construir sistemas de irrigación y canalizar los ríos Salado y Gila en una red de acueductos que alcanzaban hasta 10 km de longitud y una profundidad de varios metros, que impedía la evaporación del agua. Con base en esas obras de riego, los pueblos hohokam pudieron obtener hasta dos cosechas de maíz al año, que complementaban con la explotación de la pitahaya y las vainas del mezquite. De estos recursos obtenían harina, miel, licores, y madera.
Los principales asentamientos de esta cultura fueron Snaketown, Casa Grande, Red Mountain y Pueblo de los Muertos, todos ellos localizados en el territorio de Arizona. Una rama de los hohokam es conocida como cultura Trincheras, por ser tal el nombre de su sitio más representativo, localizado en el desierto de Sonora, y que guarda con respecto a los primeros algunas diferencias. Los hohokam vivían en pequeñas aldeas de unos cuantos cientos de personas. El tipo de vivienda era muy parecido al de la fase Cesteros III de los anazasi: semisubterránea, aunque de planta alargada. La cerámica hohokam se distingue de la propia de sus vecinos anasazi y mogollones por el predominio del color bayo con decoración roja. También les distinguen otros artefactos, como los adornos de concha (importada de las costas de California y Sonora) trabajados con el ácido producido por la fermentación de la pitahaya; y sus hachas, paletas y demás instrumentos de industria lítica.
Los arqueólogos discuten cuáles fueron los orígenes y la identidad étnica de los portadores de la cultura hohokam. Algunos señalan que el desarrollo de esta cultura fue endógeno (ajeno a las influencias extranjeras), y por ejemplo, señalan que Snaketown tuvo sus inicios en el año 300 a. C. Para otros, la cultura hohokam es producto de una migración sureña, proveniente de Mesoamérica. Para defender esta postura, indican que las primeras muestras de cerámica hohokam datan del 300 d. C. (época en la que habría sido fundada Snaketown), y que antes de este tiempo, no se han encontrado indicios de un desarrollo cerámico autónomo en la región. De igual manera, otros adelantos tecnológicos como las obras de riego, o algunos rasgos culturales como la cremación de los muertos parecen haber tenido su origen en el Occidente de Mesoamérica.
El desarrollo de la cultura hohokam es dividido en cuatro períodos: Pionero (300 a. C.-550 d. C.); Colonial (550 d. C.-900 d. C.); Sedentario (900-1100 d. C.); y Clásico (1100-1450 d. C.). La construcción de las obras de riego dio comienzo desde el período Pionero, en que los hohokam construían sus casas semisubterráneas para protegerse del inclemente calor del desiero sonorense. En el período Colonial, las relaciones con Mesoamérica se vieron fortalecidas. La prueba de ello es el hallazgo de cascabeles de cobre, espejos de pirita y la construcción de canchas de juego de pelota, que fueron realizadas con un toque muy particular de los hohokam. Las relaciones con Mesoamérica y la presencia de estas mercaderías descritas indican que durante el período Colonial los hohokam estaban ya organizados en cacicazgos y centros de poder. Para el período siguiente, las relaciones con Mesoamérica disminuyeron, y dio inicio la construcción de edificios de varias plantas, como Casa Grande, que tenía cuatro niveles.
Para cuando los europeos llegaron al desierto de Arizona y Sonora, región a la que dieron el nombre de Pimería Alta, los núcleos urbanos de los hohokam ya habían sido abandonados, presumiblemente por un desastre sanitario y ecológico que arruinó el sistema social nativo. Los pobladores de la región eran los pápagos, un pueblo de lengua uto-azteca. Este pueblo pimano tenía una economía basada en la recolección y la agricultura incipiente en las laderas de las montañas. Su patrón de residencia era seminómada, pues debían migrar al cambio de estación para enfrentar la escasez de los recursos alimentarios de los pies de monte que habitaban.

### Mogollón

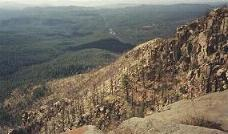
Montes Mogollón, en el sureste de Nuevo México.

Mogollón es el nombre de un área cultural oasisamericana, localizada en las estribaciones de la Sierra Madre Occidental, desde donde se extiende hacia el norte sobre una parte del territorio de los actuales estados de Arizona y Nuevo México, en los Estados Unidos. Algunos autores prefieren distinguir en esta área dos grandes tradiciones culturales: la Mogollón, propiamente dicha, y la cultura Paquimé, que habría sido una derivación de la primera. De cualquier modo, los pueblos que habitaron el área en cuestión se adaptaron muy bien a un entorno geográfico marcado por la presencia de bosques de pinos y escarpadas montañas y barrancos.
A diferencia de sus vecinos del norte, los hohokam y los anasazi, los mogollones acostumbraban enterrar a los muertos. Los enterramientos de esta cultura solían ser acompañados de ofrendas de cerámica y piedras semipreciosas. Puesto que la calidad de las obras materiales de la cultura mogollona es bastante sobresaliente, sus túmulos funerarios han sido saqueados con el propósito de alimentar las colecciones privadas, por medio del comercio ilegal de las piezas arqueológicas.
Quizá la más sobresaliente de las tradiciones cerámicas mogollonas es la que se desarrolló en el valle del río Mimbres, en Nuevo México. La producción alfarera en esta región tuvo su mayor desarrollo entre los siglos VIII y XII de nuestra era. Se caracteriza por el color blanco de sus piezas, decoradas con representaciones figurativas sobre la vida cotidiana del pueblo que las creó. Es pues, un caso excepcional en el contexto de una superárea cultural donde predominaban los diseños geométricos sobre los figurativos.
En contraste con el área Hohokam y el área Anasazi, no existe una secuencia cronológica aceptada ampliamente para el desarrollo de los mogollones. López Austin y López Luján retoman para el análisis histórico de la región la división cronológica propuesta por Paul Martin, que divide la historia mogollona en dos largos períodos. El primero abarca del año 500 a. C. al 1000 d. C., y es denominado Temprano. El segundo abarca los años comprendidos entre los siglos XI y XVI y se denomina Tardío.
El primero de estos períodos se caracteriza por un desarrollo cultural más o menos lento. Los cambios tecnológicos se producen muy gradualmente, y las formas de relaciones sociales y de disposición de los asentamientos humanos casi no cambian en mil 500 años. Durante el período Temprano, los mogollones habitan abrigos rocosos en los alcantilados, con el propósito de defenderse de sus vecinos cazadores. De modo parecido al de los hohokam y los anasazi, los mogollones también vivían en habitaciones semisubterráneas y sus asentamientos solían hospedar una kiva.
En el siglo XI de nuestra era, la población del área mogollona se multiplicó con mayor rapidez que en las centurias anteriores. Probablemente para esta época, el área ya sostenía importantes relaciones comerciales con Mesoamérica, hecho que facilitó por un lado el desarrollo de la agricultura y la estratificación de la sociedad. Es probable que también la influencia anasazi haya aumentado en este tiempo, puesto que los mogollones comenzaron a construir edificios de mampostería, tal como hacían sus vecinos del norte oasisamericano.
El mayor apogeo de la cultura mogollona ocurrió durante el siglo XIV y XV. En este tiempo, los asentamientos principales de esta cultura crecieron en población, tamaño y poder. Paquimé, en Chihuahua, fue quizá el mayor de ellos. Dominaba una región serrana en la que se han descubierto varios sitios arqueológicos conocidos como casas acantilado, puesto que fueron asentamientos construidos en las cuevas de difícil acceso de la vertiente oriental de la Sierra Madre. Paquimé sostenía relaciones comerciales con la Mesoamérica nuclear, a la que proveía de minerales preciosos como la turquesa y el cinabrio. Controlaba también el comercio de ciertos productos de las costas del golfo de California, especialmente de conchas de la especie Nassarius. Paquimé recibió una fuerte influencia de sus socios mesoamericanos, como demuestra la presencia de canchas de juego de pelota y de restos de animales de la región tropical centroamericana, como guacamayas.
La declinación de los principales centros mogollones comenzó en el siglo XIII, antes del apogeo paquimense. Para el siglo XV, buena parte de la región había sido abandonada por sus habitantes. Algunos grupos que poblaban las ciudades asociadas a la cultura Paquimé se refugiaron en la Sierra Madre, otros huyeron al norte, donde se unieron a los Anasazis. La gente del río mimbres emigró hasta asentarse en el actual territorio de Coahuila. Se supone que los grupos taracahitas (yaquis, mayos, ópatas, tarahumaras) que viven en el noroeste de México son descendientes de los mogollones.

### Fremont
El área Fremont ocupa buena parte del actual territorio de Utah. Se localiza al norte del área cultural anasazi. Su desarrollo cultural como parte de Oasisamérica ocurrió entre el siglo V y siglo XIV a. C. Según algunos especialistas, la cultura Fremont fue una derivación de la cultura anasazi. Según esta hipótesis, los pueblos Fremont emigraron hacia el norte llevando consigo las costumbres, formas de organización social y la tecnología de los anasazi. Esto explica la presencia de cerámica muy parecida a la de Mesa Verde en la región de Utah.
Otra hipótesis sugiere que la cultura Fremont habría derivado de los pueblos cazadores de búfalos, probablemente de origen atapascano. Al paso del tiempo, estos pueblos extranjeros habrían adoptado la cultura de sus vecinos del sur. Tanto en una como en la otra teoría, se justifica el desarrollo menos complejo de Fremont con respecto a otras regiones de Oasisamérica por las condiciones más agrestes del entorno ecológico.
La decadencia de la cultura Fremont comienza hacia la segunda mitad del siglo X, y se consuma en el siglo XIV. A la llegada de los españoles, la región era ocupada por los shoshones, un pueblo de habla uto-azteca.

### Pataya
El área Pataya (o Patayana), ocupa la región occidental de Oasisamérica. Es compartida por los estados de California y Arizona de Estados Unidos, y los estados de Baja California y Sonora de México. Se trata de un área periférica cuyo desarrollo cultural probablemente recibió influencia de los hohokam, sus vecinos orientales. De ellos habrían aprendido el juego de pelota, la cremación de los muertos y las técnicas de producción de cerámica. El principal sitio arqueológico relacionado con esta cultura es Blythe Intaglios, que comprende un gran número de figuras dibujadas sobre la superficie de la tierra.
La cultura Pataya comenzó a decaer hacia el siglo XIV. Cuando los españoles llegaron a la región, el valle del río Colorado (columna de esta zona desértica) era ocupado por los yumanos del río o rieños.